# Terence Faherty
Terence Faherty né en 1954 à Trenton, au New Jersey, est un écrivain américain, auteur de roman policier.

## Biographie
Terence Faherty fait des études à l'université de Rider.
En 1991, il publie son premier roman, Deadstick, premier volume d'une série consacrée à Owen Keane, un ancien séminariste devenue enquêteur pour un cabinet d'avocats de Boston. Ce roman est nommé pour le prix Edgar-Allan-Poe du meilleur premier roman 1992.
Auteur de nombreuses nouvelles, il remporte le prix Macavity 2005 de la meilleure nouvelle pour The Widow of Slane.
En 1996, il commence une nouvelle série ayant pour héros Scott Elliott, un acteur raté des années 1940 devenu policier à Hollywood en Californie. Avec le deuxième roman de cette série, Come Back Dead, paru en 1997, il est lauréat du prix Shamus du meilleur roman 1998. 
Il vit à Indianapolis.

## Œuvre

### Romans

#### SérieOwen Keane
- Deadstick (1991) Finaliste au prix Edgar-Allan-Poe du meilleur premier roman 1992
- Live To Regret (1992)
- The Lost Keats (1993)
- Die Dreaming (1994)
- Prove the Nameless (1996)
- The Ordained (1998)
- Orion Rising (1999)
- Eastward in Eden (2013)

#### SérieScott Elliott
- Kill Me Again (1996)
- Come Back Dead (1997) Lauréat du prix Shamus du meilleur roman 1998
- Raise the Devil (2000)
- In a Teapot (2005) Finaliste au prix Shamus du meilleur roman 2006
- Dance in the Dark (2011)
- Play a Cold Hand (2017)

#### Autre roman
- The Quiet Woman (2014)

### Recueil de nouvelles
- The Confessions of Owen Keane (2005)
- The Hollywood Op (2011)

### Nouvelles et novellas

#### SérieOwen Keane
- The Triple Score (Ellery Queen's Mystery Magazine, 1999)
- The Third Manny (Ellery Queen’s Mystery Magazine, 2000)
- Main Line Lazarus (Ellery Queen's Mystery Magazine, 2002)
- The Widow of Slane (Ellery Queen's Mystery Magazine, 2004)
- A Sunday in Ordinary Time (Ellery Queen's Mystery Magazine, 2004)
- The Judas Clue (Ellery Queen's Mystery Magazine, 2007)
- The Seven Sorrows (Ellery Queen's Mystery Magazine, 2010)
- Ghost Town (Ellery Queen's Mystery Magazine, 2014)

#### SérieScott Elliott
- The Authentic Rose (Ellery Queen’s Mystery Magazine, 2000)
- The Second Coming (Ellery Queen’s Mystery Magazine, 2002)
- Garbo’s Knees (Ellery Queen’s Mystery Magazine, 2007)
- Unruly Jade (Ellery Queen’s Mystery Magazine, 2009)
- A Bullet from Yesterday (Ellery Queen’s Mystery Magazine, 2011)

#### SérieStar Republic Reporter
- Where Is He Now? (Ellery Queen's Mystery Magazine, 2005)
- The Vigil (Ellery Queen's Mystery Magazine, 2006)
- Forget Me Never (Ellery Queen's Mystery Magazine, 2008)
- No Mystery (Ellery Queen's Mystery Magazine, 2011)
- Infinite Uticas (Ellery Queen's Mystery Magazine, 2017)

#### SérieMargo Banning
- Margo and the Silver Cane (Alfred Hitchcock's Mystery Magazine, 2013)
- Margo and the Locked Room (Alfred Hitchcock’s Mystery Magazine, 2014)
- Margo and the Milk Trap (Alfred Hitchcock’s Mystery Magazine, 2016)

#### SériePhilo Vance
- The Hawaii Murder Case (Alfred Hitchcock Mystery Magazine, 2017)

#### SérieSherlock Holmes
- A Scandal in Bohemia (Ellery Queen's Mystery Magazine, 2013)
- The Red-Headed League (Ellery Queen's Mystery Magazine, 2014)
- A Case of Identity (Ellery Queen's Mystery Magazine, 2014)
- The Man with the Twisted Lip (Ellery Queen's Mystery Magazine, 2015)
- The Blue Carbuncle (Ellery Queen's Mystery Magazine, 2016)
- The Engineer's Thumb (Ellery Queen's Mystery Magazine, 2017)
- The Noble Bachelor (Ellery Queen's Mystery Magazine, 2018)

#### Autres nouvelles
- The Quarry (1984)
- Passing the Harp (1987)
- Good Night, Dr. Kobel (1988)
- The Cereal of God (1989)
- Into Legend (1990)
- Hopeless Communions (1990)
- As My Wimsey Takes Me (1991)
- Back Home Again (1993)
- Rise Up, Ellery Queen's Mystery Magazine (1998)
- Nobody's Ring (2000)
- God's Instrument (2000)
- The Headless Magic (2001)
- The First Proof (2004)
- St. Jimmy (2004)
- On Pilgrimage (2004)
- The Last Ghost of Strachen Island, Alfred Hitchcock Mystery Magazine (2007)
- Closing Credits (2007)
- The Four Castles, Alfred Hitchcock Mystery Magazine (2008)
- The Empty Seat, The Strand Magazine (2008)
- The Caretaker, Alfred Hitchcock Mystery Magazine (2009)
- Uncanny (2010)
- Sleep Big (2011)
- Change the Ending, Alfred Hitchcock Mystery Magazine (2011)
- After Cana, Ellery Queen's Mystery Magazine (2012)
- The Mayan Rite, Alfred Hitchcock Mystery Magazine (2013)
- The Big Slowdown (2013)
- A Little Knowledge (2014)
- Ross Macdonald's Grave, Alfred Hitchcock Mystery Magazine (2015)
- The Double Goer (2016)
- Inside Looking Out (2016)
- Seeing the Elephant (2016)
- Undelivered (2016)
- Passage to Tahiti (2016)
- The Complete Works of Franz Dreisman (2016)
- Grandma Nostradamus (2017)
- Emanations, Great and Small (2017)
- Taps (2017)
- A Prayer in Wood (2017)
- Man Perfected (2017)
- Not Alone in Indiana (2017)
- Lyle Parkhurst's Second Coming (2017)
- Alpha Centauri to Centerville (2017)
- The Cardboard Box Ellery Queen's Mystery Magazine (2019)

### Autres ouvrages
- Good-Bye, My Friend (2006)
- The Beckoning Lady (2006)
- Notes on Plot (2012)
- A Case of Paternity (2013)

## Prix et distinctions

### Prix
- Prix Shamus 1998 du meilleur roman pour Come Back Dead[1]
- Prix Macavity 2005 de la meilleure nouvelle pour The Widow of Slane[2]

### Nominations
- Prix Edgar-Allan-Poe 1992 du meilleur premier roman pour Deadstick[3]
- Prix Dilys 2006 pour In a Teapot[4]
- Prix Shamus 2006 du meilleur roman pour In a Teapot[1]
- Prix Macavity 2018 de la meilleure nouvelle pour Infinite Uticas[2]
- Prix Macavity 2020 de la meilleure nouvelle pour The Cardboard Box[2]